# Golden Globe 1986
La 43ª edizione della cerimonia di premiazione di Golden Globe si è tenuta il 24 gennaio 1986 al Beverly Hilton Hotel di Beverly Hills, California.
Calista Carradine, figlia di David Carradine, è stata la Golden Globe Ambassador dell'edizione.

## Premi per il cinema
Vengono di seguito indicati in grassetto i vincitori. Ove ricorrente e disponibile, viene indicato il titolo in lingua italiana e quello in lingua originale tra parentesi.

### Miglior film drammatico
- La mia Africa (Out of Africa), regia di Sydney Pollack
- Il colore viola (The Color Purple), regia di Steven Spielberg
- Il bacio della donna ragno (Kiss of the Spider Woman), regia di Héctor Babenco
- A 30 secondi dalla fine (Runaway Train), regia di Andrej Končalovskij
- Witness - Il testimone (Witness), regia di Peter Weir

### Miglior film commedia o musicale
- L'onore dei Prizzi (Prizzi's Honor), regia di John Huston
- Ritorno al futuro (Back to the Future), regia di Robert Zemeckis
- Chorus Line (A Chorus Line), regia di Richard Attenborough
- Cocoon (Cocoon), regia di Ron Howard
- La rosa purpurea del Cairo (The Purple Rose of Cairo), regia di Woody Allen

### Miglior regista
- John Huston - L'onore dei Prizzi (Prizzi's Honor)
- Héctor Babenco - Il bacio della donna ragno (Kiss of the Spider Woman)
- Steven Spielberg - Il colore viola (The Color Purple)
- Sydney Pollack - La mia Africa (Out of Africa)
- Peter Weir - Witness - Il testimone (Witness)

### Miglior attore in un film drammatico
- Jon Voight - A 30 secondi dalla fine (Runaway Train)
- William Hurt - Il bacio della donna ragno (Kiss of the Spider Woman)
- Raúl Juliá - Il bacio della donna ragno (Kiss of the Spider Woman)
- Gene Hackman - Due volte nella vita (Twice in a Lifetime)
- Harrison Ford - Witness - Il testimone (Witness)

### Migliore attrice in un film drammatico
- Whoopi Goldberg - Il colore viola (The Color Purple)
- Anne Bancroft - Agnese di Dio (Agnes of God)
- Cher - Dietro la maschera (Mask)
- Meryl Streep - La mia Africa (Out of Africa)
- Geraldine Page - In viaggio verso Bountiful (The Trip to Bountiful)

### Miglior attore in un film commedia o musicale
- Jack Nicholson - L'onore dei Prizzi (Prizzi's Honor)
- Griffin Dunne - Fuori orario (After Hours)
- Michael J. Fox - Ritorno al futuro (Back to the Future)
- James Garner - L'amore di Murphy (Murphy's Romance)
- Jeff Daniels - La rosa purpurea del Cairo (The Purple Rose of Cairo)

### Migliore attrice in un film commedia o musicale
- Kathleen Turner - L'onore dei Prizzi (Prizzi's Honor)
- Rosanna Arquette - Cercasi Susan disperatamente (Desperately Seeking Susan)
- Glenn Close - Maxie (Maxie)
- Sally Field - L'amore di Murphy (Murphy's Romance)
- Mia Farrow - La rosa purpurea del Cairo (The Purple Rose of Cairo)

### Miglior attore non protagonista
- Klaus Maria Brandauer - La mia Africa (Out of Africa)
- Eric Stoltz - Dietro la maschera (Mask)
- Joel Grey - Il mio nome è Remo Williams (Remo Williams: The Adventure Begins)
- Eric Roberts - A 30 secondi dalla fine (Runaway Train)
- John Lone - L'anno del dragone (Year of the Dragon)

### Migliore attrice non protagonista
- Meg Tilly - Agnese di Dio (Agnes of God)
- Oprah Winfrey - Il colore viola (The Color Purple)
- Sônia Braga - Il bacio della donna ragno (Kiss of the Spider Woman)
- Anjelica Huston - L'onore dei Prizzi (Prizzi's Honor)
- Amy Madigan - Due volte nella vita (Twice in a Lifetime)
- Kelly McGillis - Witness - Il testimone (Witness)

### Migliore sceneggiatura
- Woody Allen - La rosa purpurea del Cairo (The Purple Rose of Cairo)
- Robert Zemeckis e Bob Gale - Ritorno al futuro (Back to the future)
- Kurt Luedtke - La mia Africa (Out of Africa)
- Janet Roach e Richard Condon - L'onore dei Prizzi (Prizzi's Honor)
- William Kelley e Earl W. Wallace - Witness - Il testimone (Witness)

### Migliore colonna sonora originale
- John Barry - La mia Africa (Out of Africa)
- Quincy Jones - Il colore viola (The Color Purple)
- Michel Colombier - Il sole a mezzanotte (White Nights)
- Maurice Jarre - Witness - Il testimone (Witness)
- David Mansfield - L'anno del dragone (Year of the Dragon)

### Migliore canzone originale
- Say You, Say Me, musica e testo di Lionel Richie - Il sole a mezzanotte (White Nights)
- The Power of Love, musica di Chris Hayes e Johnny Colla, testo di Huey Lewis - Ritorno al futuro (Back to the Future)
- Rhythm of the Night, musica e testo di Diane Warren - L'ultimo drago (The Last Dragon)
- We Don't Need Another Hero, musica e testo di Terry Britten e Graham Lyle - Mad Max - Oltre la sfera del tuono (Mad Max Beyond Thunderdome)
- A View to a Kill, musica e testo di John Barry e Duran Duran - Agente 007 - Bersaglio mobile (A View to a Kill)

### Miglior film straniero
- La storia ufficiale (La historia oficial), regia di Luis Puenzo (Argentina)
- Il colonnello Redl (Oberst Redl), regia di István Szabó (Ungheria)
- Papà... è in viaggio d'affari (Otac na sluzbenom putu), regia di Emir Kusturica (Jugoslavia)
- Ran (Ran), regia di Akira Kurosawa (Giappone)
- L'anno del sole quieto (Rok spokojnego slonca), regia di Krzysztof Zanussi (Polonia)

## Premi per la televisione
Vengono di seguito indicati in grassetto i vincitori. Ove ricorrente e disponibile, viene indicato il titolo in lingua italiana e quello in lingua originale tra parentesi.

### Miglior serie drammatica
- La signora in giallo (Murder, She Wrote)
- New York New York (Cagney & Lacey)
- Dynasty
- Miami Vice
- A cuore aperto (St. Elsewhere)

### Miglior serie commedia o musicale
- Cuori senza età (The Golden Girls)
- I Robinson (The Cosby Show)
- Casa Keaton (Family Ties)
- Kate & Allie (Kate & Allie)
- Moonlighting (Moonlighting)

### Miglior mini-serie o film per la televisione
- Il gioiello nella corona (The Jewel in the Crown), regia di Christopher Morahan e Jim O'Brien
- Amos (Amos), regia di Michael Tuchner
- Morte di un commesso viaggiatore (Death of a Salesman), regia di Volker Schlöndorff
- Do You Remember Love (Do You Remember Love), regia di Jeff Bleckner
- Una gelata precoce (An Early Frost), regia di John Erman

### Miglior attore in una serie drammatica
- Don Johnson - Miami Vice (Miami Vice)
- John Forsythe - Dynasty
- Daniel J. Travanti - Hill Street giorno e notte (Hill Street Blues)
- Tom Selleck - Magnum, P.I. (Magnum, P.I.)
- Philip Michael Thomas - Miami Vice (Miami Vice)

### Miglior attore in una serie commedia o musicale
- Bill Cosby - I Robinson (The Cosby Show)
- Michael J. Fox - Casa Keaton (Family Ties)
- Bruce Willis - Moonlighting (Moonlighting)
- Bob Newhart - Bravo Dick! (Newhart)
- Tony Danza - Casalingo Superpiù (Who's the Boss?)

### Miglior attore in una mini-serie o film per la televisione
- Dustin Hoffman - Morte di un commesso viaggiatore (Death of a Salesman)
- Peter Strauss - Caino e Abele (Kane & Abel)
- Kirk Douglas - Amos
- Richard Crenna - La lunga notte di Richard Beck (The Rape of Richard Beck)
- Richard Chamberlain - Wallenberg (Wallenberg: A Hero's Story)

### Miglior attrice in una serie drammatica
- Sharon Gless - New York New York (Cagney & Lacey)
- Tyne Daly - New York New York (Cagney & Lacey)
- Joan Collins - Dynasty
- Linda Evans - Dynasty
- Angela Lansbury - La signora in giallo (Murder, She Wrote)

### Miglior attrice in una serie commedia o musicale
- Estelle Getty - Cuori senza età (The Golden Girls)
- Cybill Shepherd - Moonlighting (Moonlighting)
- Beatrice Arthur - Cuori senza età (The Golden Girls)
- Rue McClanahan - Cuori senza età (The Golden Girls)
- Betty White - Cuori senza età (The Golden Girls)

### Miglior attrice in una mini-serie o film per la televisione
- Liza Minnelli - Senza domani (A Time to Live)
- Peggy Ashcroft - Il gioiello nella corona (The Jewel in the Crown)
- Marlo Thomas - Segreto di famiglia (Consenting Adult)
- Joanne Woodward - Do You Remember Love (Do You Remember Love)
- Gena Rowlands - Una gelata precoce (An Early Frost)

### Miglior attore non protagonista in una serie
- Edward James Olmos - Miami Vice (Miami Vice)
- John James - Dynasty
- Bruce Weitz - Hill Street giorno e notte (Hill Street Blues)
- David Carradine - Nord e Sud (North and South)
- Ed Begley Jr. - A cuore aperto (St. Elsewhere)
- Pat Morita - Amos
- Richard Farnsworth - Chase
- John Malkovich - Morte di un commesso viaggiatore (Death of a Salesman)

### Miglior attrice non protagonista in una serie
- Sylvia Sidney - Una gelata precoce (An Early Frost)
- Inga Swenson - Benson (Benson)
- Lesley-Anne Down - Nord e Sud (North and South)
- Katherine Helmond - Casalingo Superpiù (Who's the Boss?)
- Kate Reid - Morte di un commesso viaggiatore (Death of a Salesman)

## Premi onorari
- Golden Globe alla carriera: Barbara Stanwyck